# Gradac Našički
Gradac Našički  je naselje u Hrvatskoj, regiji Slavonija u Osječko-baranjskoj županiji i pripada gradu Našicama.

## Zemljopisni položaj
Gradac Našički se nalazi na 45° 26' 14" sjeverne zemljopisne širine i 18° 02' 09" istočne zemljopisne dužine te na 169 metara nadmorske visine i na sjevernim obroncima Krndije. Selo se na križištu državne ceste D53 (Donji Miholjac– Našice– Slavonski Brod) i lokalne ceste (Gradac Našički – Londžica). Sjeverno se nalazi selo Zoljan, istočno Londžica. Dijelovi naselja su Mlin Vodenica, Našička Krndija i Stari Gradac. Pripadajući poštanski broj je 31500 Našice, telefonski pozivni 031 i registarska pločica vozila NA (Našice). Površina katastarske jedinice naselja Gradac Našički je 17,63 km·102.

## Stanovništvo
| broj stanovnika | 192   | 199   | 202   | 256   | 262   | 344   | 285   | 329   | 231   | 277   | 230   | 215   | 192   | 179   | 162   | 153   | 135   |
|                 | 1857. | 1869. | 1880. | 1890. | 1900. | 1910. | 1921. | 1931. | 1948. | 1953. | 1961. | 1971. | 1981. | 1991. | 2001. | 2011. | 2021. |

Prema prvim rezultatima Popisa stanovništva 2011. u Gradcu Našičkom je živjelo 163 stanovnika u 58 kućanstva.

## Povijest
Nakon uspostave osmanlijske vlasti rađeni su katastarski (porezni) popisi. Tako je prema popisu iz godine 1579. selo Gradac imalo 17 kuća. Osmanlije su u njega naselili pravoslavne Vlase, koji su u razdoblju od 1683. do 1691. godine izbjegli. Stanovništvo se vrača u selo poslije 1692. godine kad su Turci istjerani iz ovih krajeva. U to je vrijeme Gradac zajedno s Ceremošnjakom imao 12 kuća. Godine 1736. u selo je bilo 9 kuća i dva mlina vodenice. Godine 1755. Gradac, Ceremošnjak i Granice imaju tridesetak kuća. U današnje vrijeme stanovništvo se najviše bavi poljodjelstvom, vinogradarstvom, stočarstvom a na izlazu iz sela prema Krndiji nalazi se kamenolom. Najveći problem naselja je odlazak mladih zbog potrage za poslom pa u selu prevladava staračko stanovništvo. Ime naselja kroz povijest se bilježilo kao Gradach, Gradasz, Grallyacz.

## Obrazovanje i školstvo
U selu se nalazi područna škola koja radi u sklopu Osnovne škole Kralja Tomislava iz Našica a polaze je i djeca iz susjedne Londžice.

## Ostalo
Na izlazu iz sela, a iznad kamenoloma nalaze se ostatci utvrde Bedemgrada.

## Vanjska poveznica
- http://www.nasice.hr/

.